# Quiévrechain
 Quiévrechain  es una comuna y población de Francia, en la región de Norte-Paso de Calais, departamento de Norte, en el distrito de Valenciennes y cantón de Valenciennes-Est.
Su población municipal en 2007 era de 5 705 habitantes. Forma parte de la aglomeración urbana de Valenciennes.
Está integrada en la Communauté d'agglomération de Valenciennes Métropole.

## Demografía
| abs. | 549 | 443 | 528 | 786 | 739 | 893 | 888 | 885 | 988 | 1 062 | 1 076 | 1 214 | 1 262 | 1 401 | 1 791 | 2 155 | 2 763 | 3 558 | 3 556 | 3 604 | 4 912 | 6 282 | 5 632 | 5 487 | 6 108 | 6 332 | 7 102 | 7 269 | 7 186 | 6 456 | 6 069 | 5 705 |
| Para los censos de 1962 a 1999 la población legal corresponde a la población sin duplicidades (Fuente: INSEE [Consultar]) |     |     |     |     |     |     |     |     |     |       |       |       |       |       |       |       |       |       |       |       |       |       |       |       |       |       |       |       |       |       |       |       |